# Parafia św. Jana Chrzciciela w Olsztynie (województwo śląskie)
Parafia św. Jana Chrzciciela w Olsztynie – parafia rzymskokatolicka w Olsztynie, erygowana w 1552 roku. Należy do dekanatu Olsztyn archidiecezji częstochowskiej. 

## Historia

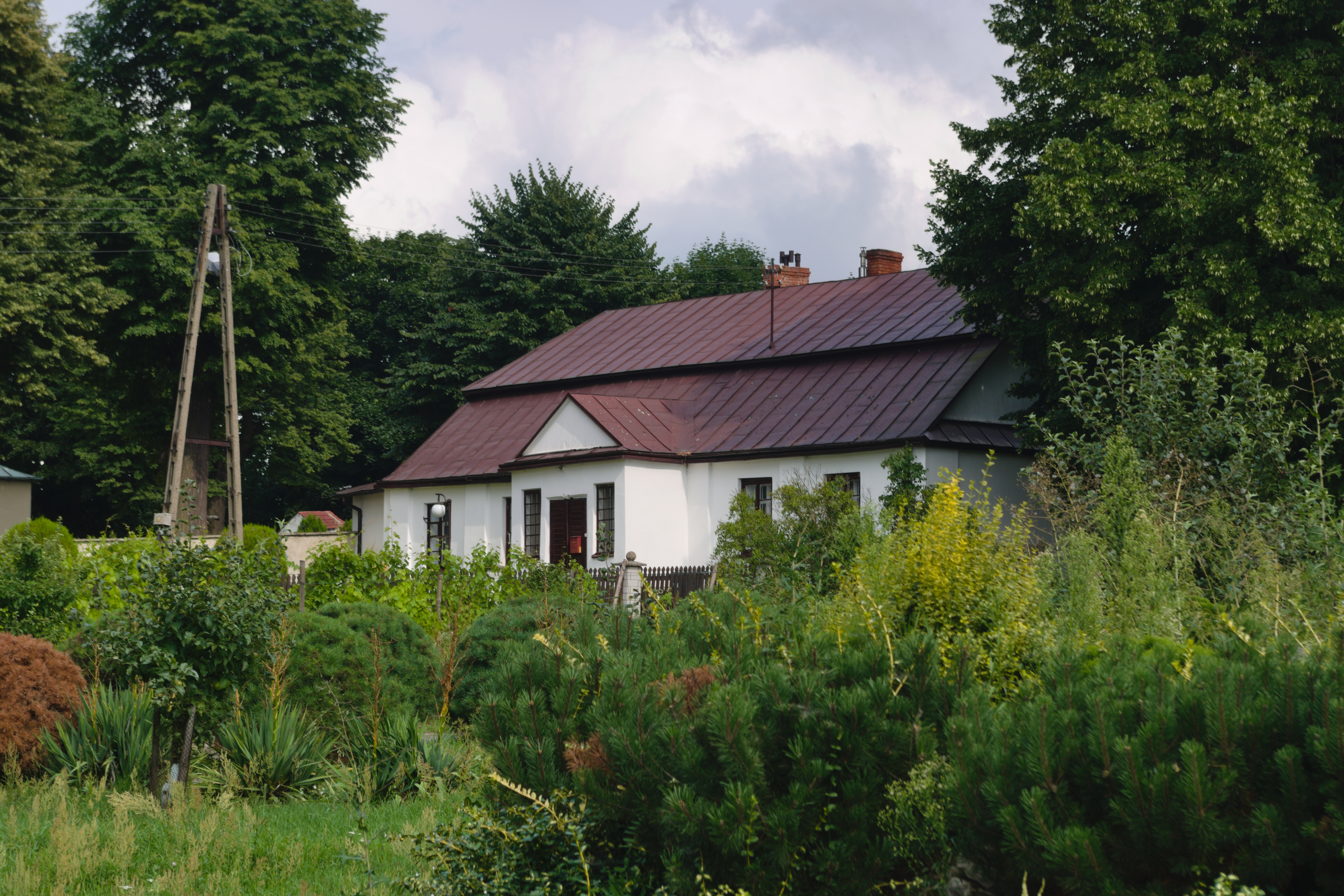
Plebania, ul. Kościelna 6 (2021)

Parafia została erygowana 26 lutego 1552 roku przez arcybiskupa Mikołaja Dzierzgowskiego, wydzielono ją z parafii Wniebowzięcia Najświętszej Maryi Panny w Mstowie. Pierwotny kościół był drewniany, zbudowany być może przed założeniem parafii, spalił się 1 września 1719 roku. Ówczesny proboszcz Łęczyński chcąc uniknąć podobnych nieszczęść, postanowił wybudować nowy, murowany kościół poza miastem. Prace rozpoczęły się w 1719. Finansowego wsparcia udzielili starości olsztyńscy: książę Jerzy Lubomirski, który zezwolił na wyburzenie części zdewastowanego zamku i wyrąb drzewa z lasu oraz jego następca Wojciech z Kurozwęk Męciński. Ostatecznie budowa kościoła została ukończona w 1726. Ołtarze konserwował Ambroży Bieganowski.

### Wsie należące do parafii
Do parafii w Olsztynie należały następujące wsie:
- w roku 1852: Olsztyn, Joachimów, Folwark Borowe, Skrajnica, Kusięta, Przymiłowice, Bukowno, Turów – 1656 katolików i 70 Żydów

### Spór proboszczów o dziesięciny
- 1686 – ksiądz Jan Mężeński ostrzega Lachowskiego, aby nie ważył sprzątać zboża z pola dopóki nie odda zaległych dziesięcin
- 1688 – o dziesięciny upomina się ksiądz Leśniewicz
- 1855 – zamiana dziesięciny snopowej i wymiarowej na pieniężną. 273 ruble i 76 kopiejek na rzecz plebana olsztyńskiego.

### Zobowiązania Żydów Olsztyńskich
Żydzi mieszkający w parafii musieli zgodzić się na pewne świadczenia na rzecz kościoła, by zyskać spokój ze strony parafian i opiekę proboszcza. 22 kwietnia 1743 została podpisana umowa między proboszczem Wiklińskim a żydowską delegacją.

## Proboszczowie
- Kanonicy laterańscy z Mstowa[1]
- 1705 Albin Franciszek Łączyński
- 1743 Maciej Wikliński
- 1747 Erazm Małuski
- 1756 Hieronim Braciszewski
- 1759 Jan Kanty Pawełczyński
- 1769 Ambroży Bieganowski
- 1787 Antoni Mateuszewski
- 1789–1795 Ignacy Dewódzki
- 1796 Wojciech Jasieński
- 1802 Paweł Szreybowski
- 1809–1825 Joachim Myszkierski
- 1828 Antoni Gruszczyński
- 1867–1918 Maciej Batorski
- ?–1956 Józef Michałowski
- 1956–1987 Edward Dujak
- 1987–2019 Ryszard Grzesik
- od 2019 Tomasz Gil